# Sierra de Segura
Sierra de Segura és una comarca de la província de Jaén situada a l'extrem nord-est de la província. El centre administratiu-comercial de la zona és Beas de Segura, per la seva població i volum econòmic; si bé la Diputació Provincial de Jaén no estableix cap capitalitat per a la comarca.
La comarca té una població de 26.574 habitants (INE 2006), té una superfície de 1.931 km², i una densitat de població de 13,8 hab/km².

## Geografia
És la comarca més extensa de la província alhora que té una densitat de població més baixa que la resta de comarques de la província. Gran part del territori d'aquesta comarca forma part del Parc Natural de la Sierra de Cazorla, Segura i Las Villas.
També correspon a una petita part de l'actual província d'Albacete (Sierra del Segura), annexada de l'antic regne de Múrcia: els municipis de Letur, Liétor, Molinicos, Yeste, Nerpio (o Taibilla), Socovos, i algunes pedanies aïllades d'Elche de la Sierra.